# Lijst van Tweede Kamerleden voor de Schaepmannianen
Een overzicht van alle voormalige Tweede Kamerleden voor de Schaepmannianen.
| Tweede Kamerlid                | Begindatum        | Einddatum         |
| ------------------------------ | ----------------- | ----------------- |
| H.A. des Amorie van der Hoeven | 17 september 1883 | 18 juni 1885      |
| A.H.M. van Berckel             | 17 september 1883 | 20 september 1897 |
| J.G.S. Bevers                  | 1 mei 1888        | 19 maart 1894     |
| J.J.W. van den Biesen          | 21 september 1885 | 26 maart 1888     |
| Th.L.M.H. Borret               | 1 mei 1888        | 14 september 1891 |
| Th.L.M.H. Borret               | 25 juli 1893      | 20 september 1897 |
| W.C.J.J. Cremers               | 19 september 1887 | 14 september 1891 |
| M.J.C.M. Kolkman               | 6 mei 1884        | 20 september 1897 |
| W.H. Nolens                    | 13 november 1896  | 20 september 1897 |
| F.J.M.A. Reekers               | 17 september 1883 | 19 maart 1894     |
| H.J.A.M. Schaepman             | 15 juli 1880      | 20 september 1897 |
| A.F. Vos de Wael               | 18 september 1883 | 14 september 1891 |
| A.F. Vos de Wael               | 16 mei 1894       | 20 september 1897 |